# El señor doctor
El señor doctor és una pel·lícula de comèdia mexicana de 1965 dirigida per Miguel M. Delgado i protagonitzada per Cantinflas, Marta Romero i Miguel Ángel Álvarez. Està doblada al català.

## Argument
El Dr. Salvador Medina és un metge rural que treballa als afores de la capital. Es troba amb molts i diversos avanços científics i tecnològics en el camp de la medicina, de manera que veient-se en la necessitat d'adaptar-se a les noves tecnologies mèdiques es trasllada a la Ciutat de Mèxic com a intern en el Centre Mèdic de l'Institut Mexicà del Segur Social per a posar-se al dia.

## Repartiment
- Cantinflas com Dr. Salvador Medina
- Marta Romero com enfermera Laura Villanueva
- Miguel Ángel Álvarez com Dr. Miguel Villanueva
- Prudencia Grifell com pacient
- Wolf Ruvinskis com pare d'Alberto